# Darbandsar
Darbandsar (persisch دربندسر) ist ein Ort und Wintersportgebiet in der Provinz Teheran im Iran. Es liegt am Elburs-Gebirge, etwa 60 km nördlich der Stadt Teheran.
Darbandsar ist der einzige Skiort, dessen Pisten im Iran mit Schneekanonen ausgestattet sind und damit künstlich präpariert werden können.